# 시마 요시타케

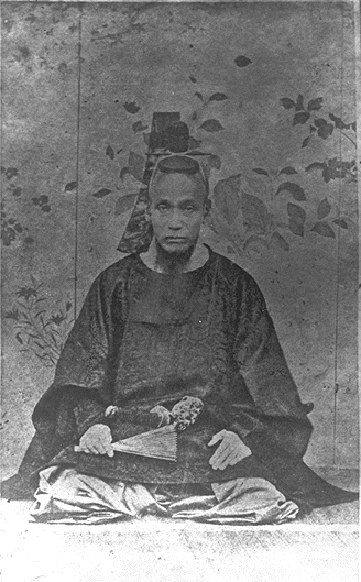
시마 요시타케

시마 요시타케(일본어: 島 義勇)는 막말에는 사가 번사, 메이지 시대에는 관료를 지냈던 인물이다. 삿포로시의 도시 개발에 관련되어, ‘홋카이도 개척의 아버지’로 불린다. 사가 7현인(佐賀の七賢人) 중 한 사람이다.

## 생애
1822년 분세이 5년, 히젠국 사가성 아래 세코지(현재의 사가현 사가시 세 정, 精町)의 사가 번사로, 시마이치 로에몬의 장남으로 태어났다. 통칭은 단에몬(団右衛門), 자는 곳카(國華), 라쿠사이(楽斉), 사쿠라카게(桜陰)로 불렸다.
1830년 분세이 13년, 번교 홍도관에서 배웠다. 1844년 덴포 15년, 가독을 잇기 위해 여러 나라를 떠돌며 배운다. 사토 잇사이, 후지타 도고, 하야시 오엔 등으로부터 배운다. 귀국하여 번주인 나베시마 나오마사 비서, 홍도관 감찰이 된다. 1856년 안세이 3년~4년(1857년)에 번주 나오마사의 명으로 온고쿠 부교, 호리 도시히로로부터 가까이 배우면서 에조치로 사할린을 탐험 조사하고 『 입북기 』(入北記)라는 기록을 남겼다. 1868년 3월 게이오 4년, 사가 번 해군 군감, 그 다음에 상경하여 하야 진압군 총군감으로 새 정부의 동북 토벌에 종군한다.

## 참고 자료
- 하타 이쿠히코 엮음 『일본 근현대 인물 이력 사전』 도쿄대학출판회, 2002년
- 위키미디어 공용에 시마 요시타케 관련 미디어 분류가 있습니다.